# Румунська окупація Покуття
Румунська окупація Покуття мала місце на початку 1919, коли у результаті альянсу, укладеного між Румунією та Польщею, її війська увійшли до південно-східного кута колишньої провінції Галичина Австро-Угорщини. Під час міжвоєнного періоду Румунія була основним союзником Польщі у Східній Європі (див. Польсько-румунський альянс). Обидві країни були пов'язані декількома угодами і історія цього альянсу брала свій початок із закінчення Першої світової війни і Версальського договору. Однак задля активної співпраці уряди у Бухаресті та Варшаві однаково усвідомлювали необхідність мати спільний кордон. Обговорення кордону розпочалось у Парижі на початку 1919 та тривали декілька місяців.

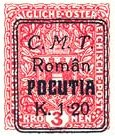
Марка румунської військової адміністрації для окупованої території України, 1919

Вперше пропозицію окупації було висловлено румунським урядом Йонела Братіану 8 травня 1919 року. Братіану запропонував це, як засіб відрізати Чехословаччину та Угорщину від впливу Радянського Союзу, зміцнюючи позиції як Великої Румунії так і Другої Польської Республіки, а також допомогти полякам увійти в контакт зі своїми румунськими союзниками.
Пропозиція була підтримана польським лідером, маршалом Юзеф Пілсудський і 24 травня 1919 року 7-ма піхотна дивізія румунської армії, під керівництвом генерала Якоба Задіка, увійшла у Покуття. Через три дні румунські і польські війська зустрілися у районі Калуша. Оскільки польська армія була втягнута у інші конфлікти (арміями ЗУНР та РСФРР), румуни залишались у Покутті до кінця серпня 1919 року. Їх підрозділи розміщувались у таких містах як Станіслав, та Коломия. У кінці літа 1919 року польські сили увійшли у Покуття (див. Польсько-українська війна) та румуни повернулися до своєї країни.
Також двостороння співпраця вилилась у румунський дозвіл на вільний прохід 4-ї стрілецької дивізії (під командуванням генерала Люціана Желіговського). Цей підрозділ знаходився на території румунської провінції Буковина з політичних міркувань і 17 червня 1919 року румуни дозволили їй увійти до Польщі.